# Bulbophyllum howcroftii
Bulbophyllum howcroftii là một loài phong lan thuộc chi Bulbophyllum.